# Campeonato Mundial de Rugby M19 División B de 1995
El Campeonato Mundial de Rugby M19 División B de 1995 se disputó en Rumania y fue la decimosexta edición del torneo en categoría M19.
El campeón de la edición fue la selección de Chile quienes obtuvieron su segundo campeonato en la competición.

## Equipos participantes
- Selección juvenil de rugby de Alemania
- Selección juvenil de rugby de Chile
- Selección juvenil de rugby de Marruecos
- Selección juvenil de rugby de Países Bajos
- Selección juvenil de rugby de República Checa
- Selección juvenil de rugby de Taiwán
- Selección juvenil de rugby de Túnez
- Selección juvenil de rugby de Ucrania

## Posiciones

### Cuartos de final
- Los perdedores avanzan a la semifinal del 5° al 8° puesto

| 11 de abril | Chile | 63 - 0 | Alemania |  |  |

| 11 de abril | República Checa | 12 - 0 | Túnez |  |  |

| 11 de abril | Taiwán | 18 - 0 | Ucrania |  |  |

| 11 de abril | Marruecos | 26 - 5 | Países Bajos |  |  |

### Semifinal 5° al 8° puesto
| 13 de abril | Túnez | 24 - 7 | Alemania |  |  |

| 13 de abril | Ucrania | 19 - 5 | Países Bajos |  |  |

### Semifinales Campeonato
| 13 de abril | Chile | 26 - 10 | República Checa |  |  |

| 13 de abril | Taiwán | 21 - 17 | Marruecos |  |  |

### Séptimo puesto
| 15 de abril | Alemania | 20 - 17 | Países Bajos |  |  |

### Quinto puesto
| 15 de abril | Túnez | 16 - 11 | Ucrania |  |  |

### Tercer puesto
| 15 de abril | Marruecos | 14 - 5 | República Checa |  |  |

### Final
| 15 de abril | Chile | 49 - 3 | Taiwán |  |  |

| Bandera de Chile |
| Campeón Chile    |
| Segundo título   |